# Часто задаваемые вопросы о путешествиях во времени
«Ча́сто задава́емые вопро́сы о путеше́ствиях во вре́мени» (англ. Frequently Asked Questions About Time Travel) — фантастическая комедия 2009 года Гарета Кэррайвика по сценарию Джейми Мэтисона. Фильм снимался в Великобритании на Pinewood Studios. Фильм является совместной продукцией компаний HBO Films и BBC Films. Съемки проходили в пабе «Пшеничный сноп».

## Сюжет
Для молодого парня по имени Рэй (Крис О’Дауд) день начался не вполне удачно, его выгнали с работы в парке аттракционов за то, что он напугал детей. Вечером он со своими друзьями, которых зовут Тоби (Марк Вутон) и Пит (Дин Ленокс Келли), отправляется выпить, как это обычно заведено, посидеть в одном баре, а потом в другом. Во время похода за орешками и пивом Рэй встречает очаровательную девушку Кэйсси (Анна Ферис), которая сообщает ему, что она путешественница во времени, устраняющая временные утечки, а он – великий человек. Рэй думает, что это розыгрыш, подстроенный его друзьями; они удивлены не меньше него. Пит тем временем отправляется в уборную, но когда возвращается в зал, обнаруживает, что все мертвы, включая его самого, успевшего отрастить бороду. Он с ужасом убегает и прячется в туалете. Выйдя из туалета вновь, он видит, что всё в порядке, все живы и здоровы, ему никто не верит.
Пит заключает пари на 10 фунтов, друзья отправляются в туалет, на выходе слышат музыку и всё как будто бы в порядке, но позже они обнаруживают себя сидящих за столом. Рей предлагает спрятаться в чулане под лестницей, затем вспоминает, что Кэйсси ещё тут, рассказывает ей о случившемся. Чтобы не рисковать, они идут в женский туалет, но вновь проваливаются во времени. Выйдя, друзья обнаруживают разрушенное здание бара и заснеженный опустевший город с гигантскими насекомыми. Пит, испугавшись, бежит в туалет, Рэй и Тоби уже хотят идти за ним, как вдруг он появляется из другой двери, грязный и бородатый. Он рассказывает о пережитом им ужасе, о далёком прошлом, в которое он попал. Ко всему прочему, на стене здания они обнаруживают картину с их изображением. Вновь войдя в туалет, они оказываются на тематической вечеринке, посвящённой им самим. Там они встречают девушку Милли, которая отправляет их обратно в их время.
Вернувшись, они ждут, пока их двойники покинут столик, занимают его и узнают, что же их прославит — письмо в Голливуд или то, что написано на обороте листка. В это время появляется путешественница во времени и узнает от Рэя о второй временной утечке в женском туалете, но она не может переместиться. Другая путешественница по имени Милли пытается убить всех друзей, так как принадлежит группе «Редакторов». В схватке все погибают, кроме Рэя, который опрокидывает стакан с пивом на листок, который должен прославить героев. Это слышит появившийся Пит из другого временного интервала и убегает.
Внезапно всё возвращается на круги своя, запись на листке не уцелела, друзья уходят из бара. Но в небольшом переулке, где они проходят, обсуждая последние события, открывается портал. Появляется Кэйсси и просит Рэя идти с ней, а Рэй уговаривает друзей последовать за ним. Рэй с Тоби и Питом растворяются в портале, но через несколько секунд появляются из-за забора. Вместе с Рэем выходят два Пита. Экран темнеет, начинаются титры. После титров следует сцена, в которой перепуганный Тоби в панике убегает от своего двойника.

## В ролях
- Анна Фэрис — Кэйсси, сотрудник бюро, которая занимается устранением временных утечек, любит работу за возможность встречать интересных людей[3].
- Дин Леннокс Келли — Пит, весельчак, который не прочь посмеяться над увлечениями своих друзей[3].
- Крис О’Дауд — Рэй, обожает тематику путешествий во времени, способен говорить об этом часами[3].
- Марк Вуттон — Тоби, считает себя писателем, записывает всё, что придумывает сам или то, что придумывают его друзья[3].
- Дарио Аттаназио — Monkey Mayhem Promoter (в титрах не указан)[3].
- Мередит МакНейл — Милли, редактор «Корректировки причин»
- Рэй Гарднер — Меллор
- Ник Ивэнс — Барри
- Артур Найтингейл — Старик

## Саундтрек
- «Kayleigh» — The Count Down Singers;
- «Slippin and Slidin» — Rendle;
- «Flea Circus» — Marder;
- «Geno» — The Count Down Singers;
- «Land of Make Believe» — Bucks Fizz;
- «Rivers of Babylon» — Boney M;
- «Total Eclipse of the Heart» — Bonnie Tyler;
- «Magic» — The Count Down Singers;
- «Final Countdown» — Eskimo Disco;
- «Human» — Ry Bryon & The Gentleman.